# Mauritaanse parlementsverkiezingen (1992)
De Mauritaanse parlementsverkiezingen van 1992 vonden op 6 maart (eerste ronde) en 13 maart (tweede ronde) plaats voor het eenkamerparlement van het land, de Nationale Vergadering en werden gewonnen door de partij van president Maaouya Ould Sid'Ahmed Taya, de Parti républicain démocratique et social (PRDS). Het waren de eerste parlementsverkiezingen sinds 1976 en de eerste parlementsverkiezingen op basis van een meerpartijenstelsel sinds 1961. De opkomst lag op 39%.
| Partij                                      | Zetels  | %      |  |
| ------------------------------------------- | ------- | ------ |  |
| Parti républicain démocratique et social    | 67      | 67,67  |  |
| Rassemblement pour la démocratie et l'unité | 1       | 7,37   |  |
| Parti mauritanien pour le rénouveau         | 1       | 0,72   |  |
| Overige partijen                            | 0       | 2,76   |  |
| Partijloos                                  | 10      | 21,48  |  |
| Totaal                                      | 79      | 100,00 |  |
|                                             |         |        |  |
| Geregistreerde kiezers/ Opkomst             | 456.237 | 38,9%  |  |
| Bron: AED, Nohlen et al.                    |         |        |  |